# Жълтокръсто тръноклюнче
Жълтокръсто тръноклюнче (Acanthiza chrysorrhoa), наричано също жълтокръсто шипоклюнче, е вид птица от семейство Acanthizidae. Видът е незастрашен от изчезване.

## Разпространение
Разпространен е в Австралия.